# Dungu (Fluss)
Der Dungu ist ein Fluss in Ober-Uelle in der Demokratischen Republik Kongo. 

## Verlauf
Er entspringt nahe der südsudanesischen Grenze und bildet die südliche Grenze des Garamba-Nationalparkes. Bei Dungu vereint er sich mit dem Kibali zum Uelle.